# Clivina fossor
Clivina fossor es una especie de escarabajo del género Clivina, familia Carabidae. Fue descrita científicamente por Linnaeus en 1758.
Especie nativa del Paleártico. Habita en Irlanda, Gran Bretaña, Dinamarca, Noruega, Suecia, Finlandia, Francia, Bélgica, Países Bajos, Alemania, Suiza, Austria, Chequia, Eslovaquia, Hungría, Polonia, Estonia, Letonia, Lituania, Ucrania, Portugal, España, Italia, Eslovenia, Croacia, Bosnia y Herzegovina, Yugoslavia, Macedonia del norte, Albania, Grecia, Bulgaria, Rumania, Moldavia, Egipto, Israel, Palestina, Irán, Georgia, Turkmenistán, China, Japón y Rusia. En los Estados y Canadá, desde Newfoundland, Ontario y Minesota hasta Pensilvania, Illinois y Wisconsin; también desde Columbia Británica y Oregón hasta Saskatchewan y Wyoming.
Mide 5.5-6.5 mm. Suele ser encontrada en espacios abiertos y húmedos como campos, márgenes de agua, bosques y huertos, también en pozos de arena y grava. Posee el dorso oscuro y disco pronotal blanquecino.